# Introductions and Good-Byes
Introductions and Good-Byes – 9-minutowa opera Lukasa Fossa z librettem Giana Carla Menottiego. Utwór jest krótkim monodramem dla jednego solisty (baryton) i chóru .
Opera została skomponowana w latach 1959-1960, na Festival dei Due Mondi we włoskim Spoleto. Światowa premiera miała miejsce 5 maja 1960 w Carnegie Hall w Nowym Jorku, z udziałem Johna Reardona w roli Mr McC, Waltera Rosenbergera (ksylofon) i Filharmonii Nowojorskiej pod dyrekcją Leonarda Bernsteina.

## Osoby
Jedyną rolą solową jest Gospodarz Mr McC (baryton). W operze występuje także służący (rola niema), dziewięcioro gości (aktorzy, tancerze lub marionetki) oraz chór mieszany lub kwartet na głosy mieszane solo, śpiewający partie gości, umieszczony w orkiestronie. W skład orkiestry towarzyszącej wykonawcom wchodzi: flet, klarnet, fagot, waltornia, harfa, ksylofon (ad libitum), fortepian i instrumenty smyczkowe. Opera może być wykonywana także jako aria koncertowa z towarzyszeniem fortepianu. 

## Treść i budowa utworu
Introductions and Good-Byes w ironiczny sposób przedstawia typowe amerykańskie coctail party jako pusty rytuał, pozbawiony treści. Rola Gospodarza Mr McC sprowadza się do przedstawiania każdego z przybyłych gości, używając konwencjonalnych zwrotów grzecznościowych, a następnie żegnania tychże gości w równie konwencjonalny sposób. Zarówno treść jak i struktura utworu jest palindromiczna, z punktem zwrotnym następującym w trakcie błyskawicznie zakończonego przyjęcia, jako że z chwilą przybycia ostatniego gościa, pierwszy zaczyna się żegnać. W ten sposób, zgodnie ze słowami Lukasa Fossa „liczba osób na scenie wzrasta stopniowo od jednej do dziesięciu, po czym zmniejsza się z powrotem do jednej”. Muzycznie jest to ilustrowane za pomocą crescendo przechodzącego w diminuendo. Całość jest spięta klamrą – identyczną sceną początkową i końcową, w której Mr McC relaksuje się martini, a ksylofon naśladuje dźwięk pobrzękiwania lodem o brzegi kieliszka. 

## Historia utworu
Lukas Foss został poproszony o napisanie około 10-minutowej opery przez Menottiego, który planował włączyć ją do programu krótkich oper wystawianych w ramach swojego Festiwalu w Spoleto. Menotti napisał do niej jednostronicowe libretto. Podczas II Festiwalu w 1959 Menotti próbował wystawić Introductions and Good-Byes ze scenografią Andiego Warhola. Niestety nie zachowała się żadna dokumentacja tej scenografii.